# Mary Gordon
Pour les articles homonymes, voir Mary Gordon (homonymie) et Gordon.
Mary Gordon est une actrice écossaise, née Mary Gilmour à Glasgow (Écosse, Royaume-Uni) le 16 mai 1882, morte à Pasadena (Californie, États-Unis) le 23 août 1963.

## Biographie
Après des débuts sur les planches au Royaume-Uni, Mary Gordon s'installe dans les années 1900 aux États-Unis, où elle poursuit son activité au théâtre. Établie en Californie dans les années 1920, elle tourne ses premiers films américains, sortis en 1925 (donc muets). À la suite de sa rencontre avec le réalisateur John Ford, elle obtient un petit rôle dans son film La Maison du bourreau (1928), avant de le retrouver à plusieurs reprises, la dernière fois avec Le Massacre de Fort Apache (1948). En tout, elle participe à 287 films américains (d'après l'IMDB), le dernier sorti en 1950, année où elle se retire — après une unique prestation à la télévision, dans un épisode de la série Cisco Kid —. Parmi ses nombreux seconds rôles de caractère (ou ses petits rôles mineurs, souvent non crédités), mentionnons celui de Mrs Hudson, entre 1939 (avec Le Chien des Baskerville) et 1946, dans la série cinématographique consacrée à Sherlock Holmes, aux côtés de Basil Rathbone (Sherlock Holmes) et Nigel Bruce (Docteur Watson).

## Filmographie partielle
- 1925 : Le Gardien du foyer (The Home Maker) de King Baggot
- 1925 : Tessie de Dallas M. Fitzgerald
- 1926 : Black Paradise de Roy William Neill
- 1926 : The Dixie Flyer de Charles J. Hunt
- 1927 : Naughty Nanette de James Leo Meehan
- 1928 : La Maison du bourreau (Hangman's House) de John Ford
- 1929 : The Sky Hawk de John G. Blystone
- 1928 : The Old Code de Ben F. Wilson
- 1929 : Dynamite de Cecil B. DeMille
- 1930 : When the Wind blows de James W. Horne
- 1930 : Soyons gai (Let Us Be Gay) de Robert Z. Leonard
- 1930 : L'Amant de minuit (Oh, For a Man!) de Hamilton MacFadden
- 1931 : Subway Express de Fred C. Newmeyer
- 1931 : The Black Camel de Hamilton MacFadden : Mme MacMasters
- 1931 : Vingt-quatre Heures de Marion Gering
- 1932 : Almost Married (en) de William Cameron Menzies
- 1933 : Le Baiser devant le miroir  (The Kiss Before the Mirror) de James Whale
- 1933 : Nuits de Broadway (Broadway Through a Keyhole) de Lowell Sherman (non créditée)
- 1933 : Moi et le Baron (Meet the Baron) de Walter Lang
- 1934 : Le Monde en marche (The World moves on) de John Ford
- 1934 : Le Petit Ministre (The Little Minister) de Richard Wallace
- 1934 : The Woman Condemned de Dorothy Davenport
- 1935 : La Fiancée de Frankenstein (The Bride of Frankenstein) de James Whale
- 1935 : Bons pour le service (Bonnie Scotland) de James W. Horne
- 1935 : Tête chaude (The Irish in Us) de Lloyd Bacon
- 1935 : Ginger de Lewis Seiler (non créditée)
- 1936 : Marie Stuart (Mary of Scotland) de John Ford
- 1936 : En scène (Stage Struck) de Busby Berkeley
- 1936 : Ennemis publics (Great Guy) de John G. Blystone
- 1936 : L'Homme à l'héliotrope (Forgotten Races) d'Ewald André Dupont
- 1936 : Le Petit Lord Fauntleroy (Little Lord Fauntleroy) de John Cromwell
- 1936 : Révolte à Dublin (The Plough and the Stars) de John Ford
- 1937 : Mariage double (Double Wedding) de Richard Thorpe
- 1938 : Les Anges aux figures sales (Angels with Dirty Faces) de Michael Curtiz
- 1938 : Le Proscrit (Kidnapped) d'Alfred L. Werker et Otto Preminger
- 1938 : Campus Confessions de George Archainbaud
- 1939 : Le Chien des Baskerville (The Hound of the Baskervilles) de Sidney Lanfield
- 1939 : The Night of Nights de Lewis Milestone
- 1939 : Les Maîtres de la mer (Rulers of the Sea) de Frank Lloyd
- 1939 : Descente en vrille (Tail Spin) de Roy Del Ruth
- 1939 : My Son Is Guilty de Charles Barton
- 1939 : Emporte mon cœur (Broadway Serenade) de Robert Z. Leonard (non créditée)
- 1939 : Capitaine Furie (Captain Fury) d'Hal Roach
- 1939 : Sherlock Holmes (The Adventures of Sherlock Holmes) d'Alfred L. Werker
- 1939 : Mademoiselle et son flic (She Married a Cop) de Sidney Salkow
- 1940 : Les Daltons arrivent (When the Daltons rode) de George Marshall
- 1940 : L'Étrange Aventure (Brother Orchid) de Lloyd Bacon
- 1940 : No, No, Nanette d'Herbert Wilcox
- 1940 : La Femme invisible (The Invisible Woman) d'A. Edward Sutherland

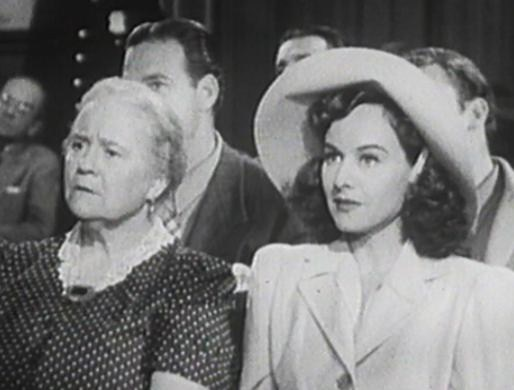
Mary Gordon et Paulette Goddard, dans L'Or du ciel (1941)

- 1941 : L'Or du ciel (Pot o' Gold) de George Marshall
- 1941 : Qu'elle était verte ma vallée (How Green was my Valley) de John Ford
- 1941 : Rendez-vous d'amour (Appointment for Love) de William A. Seiter
- 1942 : Le meurtrier s'est échappé (Fly-by-Night) de Robert Siodmak
- 1942 : Sherlock Holmes et l'Arme secrète (Sherlock Holmes and the Secret Weapon) de Roy William Neill
- 1942 : La Tombe de la Momie (The Mummy's Tomb) d'Harold Young
- 1942 : Gentleman Jim de Raoul Walsh
- 1942 : Powder Town de Rowland V. Lee
- 1942 : Blue, White and Perfect d'Herbert I. Leeds
- 1943 : Rencontre à Londres (Two Tickets to London) d'Edwin L. Marin
- 1943 : Les Rois de la blague (Jitterbugs) de Malcolm St. Clair
- 1944 : Follow the Leader de William Beaudine
- 1944 : La Femme aux araignées (The Spider Woman) de Roy William Neill
- 1944 : Hat Check Honey d'Edward F. Cline
- 1944 : Une heure avant l'aube de Frank Tuttle
- 1945 : Voyez mon avocat (See my Lawyer) d'Edward F. Cline
- 1945 : La Duchesse des bas-fonds (Kitty) de Mitchell Leisen
- 1945 : Le Récupérateur de cadavres (The body snatcher), de Robert Wise
- 1946 : Deux nigauds vendeurs (Little Giant) de William A. Seiter
- 1946 : The Hoodlum Saint de Norman Taurog
- 1946 : La Clef ou Sherlock Holmes et la Clef (Dressed To Kill) de Roy William Neill
- 1948 : Le Massacre de Fort Apache (Fort Apache) de John Ford
- 1948 : Captif en mer (Kidnapped) de William Beaudine
- 1949 : Le Défi de Lassie (Challenge to Lassie) de Richard Thorpe
- 1950 : La Femme à l'écharpe pailletée (The File of Thelma Jordon) de Robert Siodmak
- 1950 : West of Wyoming (en) de Wallace Fox